# هاردینگ
هاردینگ (به انگلیسی: Harding Township) شهری در ایالت نیوجرسی کشور ایالات متحده آمریکا است که جمعیت آن در سرشماری سال ۲۰۱۰ میلادی، ۳٬۸۳۸ نفر بوده‌است.